# 빅토르 폴스테르
빅토르 폴스테르(프랑스어: Victor Polster, 2002년 ~ )는 벨기에의 배우, 무용수이다. 트랜스젠더 소녀의 이야기를 다룬 영화 《걸》의 주인공 라라 역으로 데뷔했다.
그는 현재 자신의 젠더를 확정짓지는 않았지만, 남성형, 여성형 모두 상관 없다는 유연한 관점을 취하고 있다. 본명은 빅토르 케텔슬레허르스(네덜란드어: Victor Ketelslegers)로, 성이 너무 길어서 《걸》의 루카스 돈트 감독이 새로 예명을 지어주었다.